# Teselado de molinillo

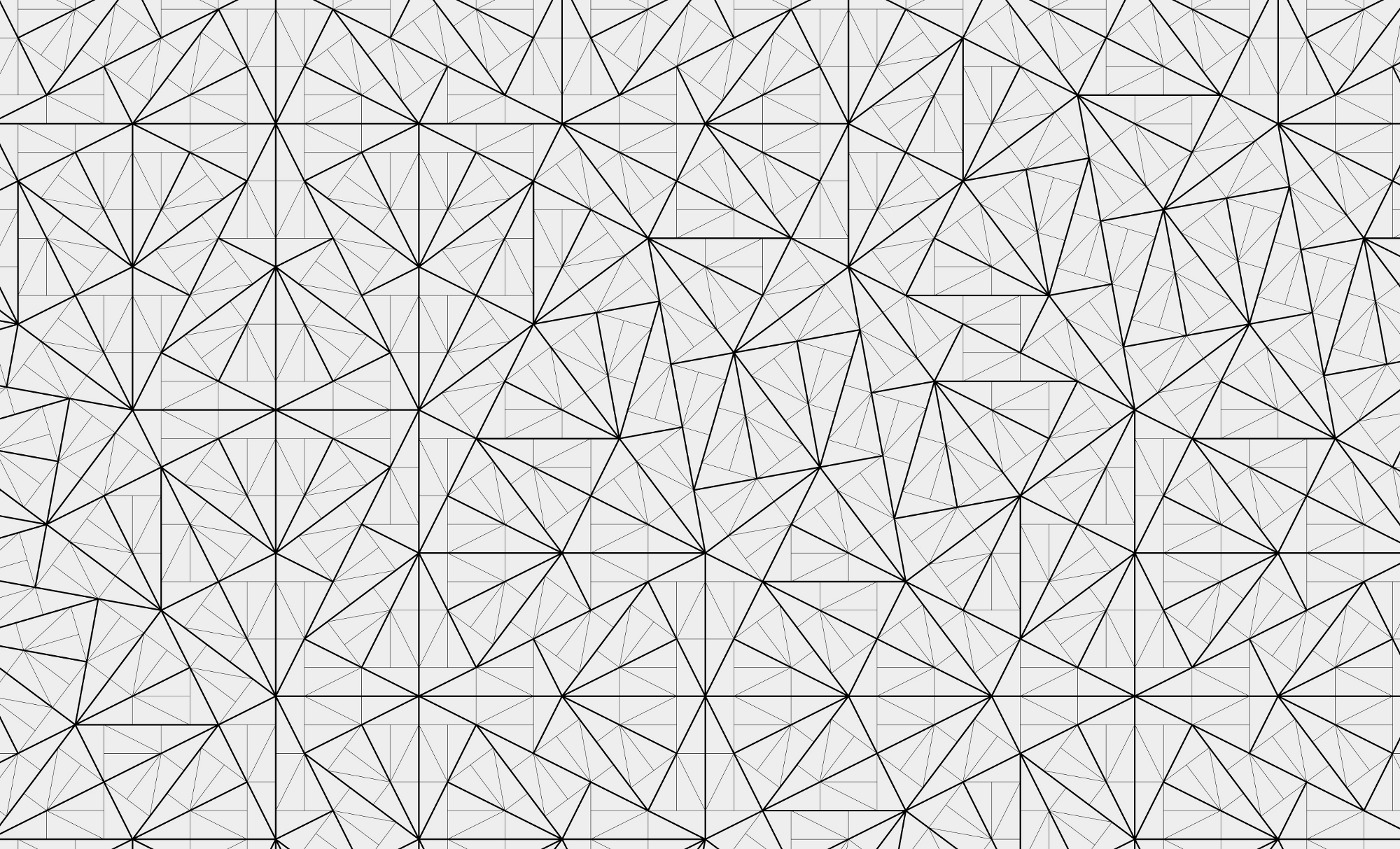
Un teselado de molinillo: las teselas pueden ser agrupadas en conjuntos de cinco (líneas gruesas) para formar un nuevo teselado de molinillo (a otra escala).

En geometría del plano, un teselado de molinillo es un tipo de teselado aperiódico. Definido por Charles Radin, está basado en una construcción ideada por John Conway. Fue el primer teselado no periódico con la propiedad de que sus piezas aparecen en infinitas orientaciones distintas.

## Teselación de Conway

Descomposición de Conway de un triángulo en triángulos homotéticos más pequeños.

Sea {\displaystyle T} un triángulo rectángulo con lados de longitudes {\displaystyle 1}, {\displaystyle 2} y {\displaystyle {\sqrt {5}}}. Conway observó que puede ser dividido en cinco copias isométricas de su imagen, según el factor de escala {\displaystyle 1/{\sqrt {5}}}.
Mediante sucesivos escalados y rotaciones, se puede obtener una secuencia creciente infinita de triángulos, todos ellos copias isométricas de {\displaystyle T}. La unión de todos estos triángulos, con una amplitud tan grande como se desee, forma un recubrimiento completo del plano.
En este teselado, el triángulo base aparece en infinitas orientaciones distintas (esto se debe a que los ángulos de {\displaystyle T}, {\displaystyle \arctan(1/2)} y {\displaystyle \arctan(2)}, son inconmensurables con {\displaystyle \pi }). A pesar de ello, todos los vértices tienen coordenadas racionales.

## El teselado de molinillo

La secuencia creciente de triángulos que define el teselado de Conway del plano

Radin se basó en la construcción de Conway para definir el teselado de molinillo. Formalmente, sus piezas son copias isométricas de {\displaystyle T}, en el que una tesela puede coincidir con otra solo en un lado completo o en la mitad de un lado de longitud 2, y tal que cumple la propiedad siguiente: dado cualquier teselado de molinillo {\displaystyle P}, existe un teselado {\displaystyle P'}, tal que si cada tesela es dividida en cinco partes según la construcción de Conway y el resultado es escalado por un factor de {\displaystyle {\sqrt {5}}}, es igual a {\displaystyle P}. En otras palabras, las teselas de cualquier teselado de molinillo pueden ser agrupadas en conjuntos de cinco piezas, de forma que este conjunto homotético (mediante escalado) constituye un nuevo teselado de molinillo.
La construcción de Conway es un teselado de molinillo, pero existen innumerables tipos diferentes de teselados de esta clase. Son todos localmente indistinguibles (es decir, tienen las mismas piezas). Todos ellos comparten con el teselado de Conway la propiedad de que las teselas aparecen en innumerables orientaciones (y sus vértices poseen coordenadas racionales).
El resultado principal probado por Radin es que hay un número finito (aunque muy grande) de conjuntos (también llamados prototeselas), obtenidos coloreando los lados de {\displaystyle T}, de modo que la disposición de las piezas forma exactamente un recubrimiento del plano mediante copias isométricas de estas prototeselas, con la condición de que cada vez que dos piezas coinciden en un punto, tienen el mismo color en este punto. En términos de dinámica simbólica, esto significa que los teselados de molinillo forman un subsistema denominado "sofic".

## Generalizaciones

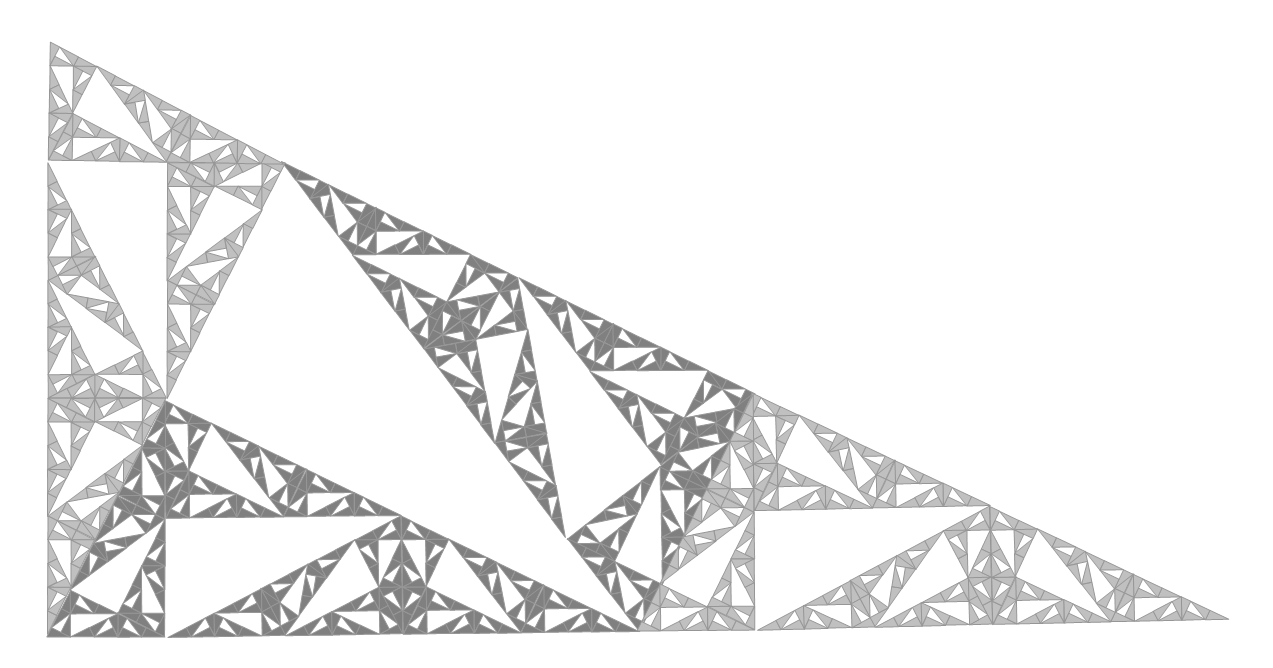
Fractal molinillo

Radin y Conway propusieron un equivalente tridimensional bautizado como teselado cuacuaversal. Existen otras variantes y generalizaciones de la idea original.
Se genera un fractal por iteración, dividiendo cada triángulo {\displaystyle T} en cinco copias isométricas siguiendo la construcción de Conway, y descartando el triángulo central (ad infinitum). Posee una dimensión de Hausdorff-Besicovitch de {\displaystyle d={\frac {\ln 4}{\ln {\sqrt {5}}}}\approx 1.7227}.

## Uso en arquitectura

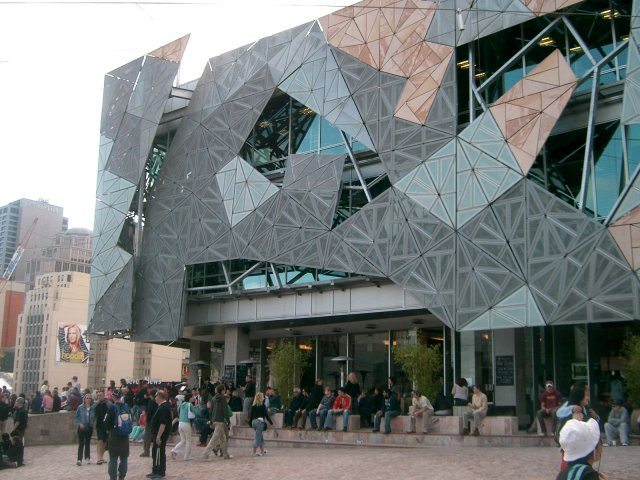
Edificio de Federation Square (Melbourne)

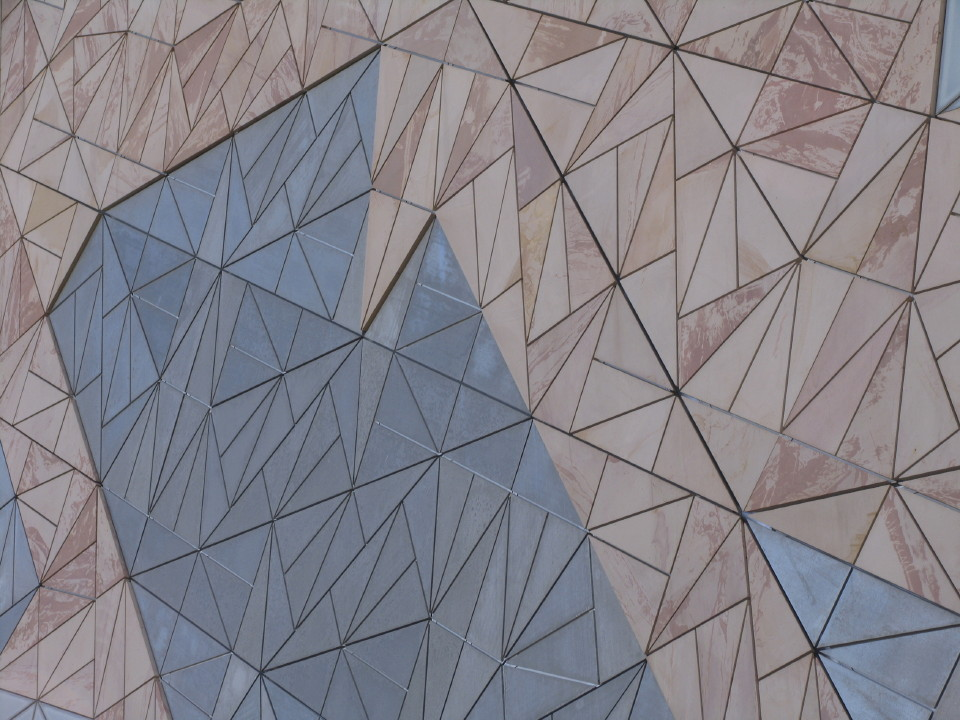
Detalle de una fachada de piedra arenisca

El Federation Square, un complejo de edificios en Melbourne (Australia), utiliza como motivo decorativo de las fachadas el teselado de molinillo. En el proyecto, los patrones de enlosado, prefabricados en un taller, quedaban enmarcados en las fachadas. Estaban basados en elementos triangulares individuales, compuestos por piezas de cinc, cinc perforado, arenisca o vidrio, unidos a otras piezas similares sobre un marco de aluminio, para formar un "tablero".  Cinco de estos tableros se fijaban a un marco de acero galvanizado, formando un "mega-tablero", que a su vez era fijado a los marcos de soporte de las fachadas. La orientación rotacional de las piezas da a las fachadas un aspecto aleatorio, una calidad de composición incierta, incluso aunque el proceso de su construcción está basado en la prefabricación y la repetición. El mismo sistema de teselado se usó en el desarrollo del marco estructural tridimensional y del vidriado del "Atrio" de Federaction Square.